# Филетизам
Филетизам (грч. φυλετισμός / племенска подељеност, трибализам), односно етнофилетизам (грч. εθνοφυλετισμός / етничка подељеност) је појам којим се означава тежња ка подели неке заједнице или организације по етничкој, односно националној основи. Током историје, филетизам се најчешће јављао у области политичких или религијских односа. Политички филетизам, као посебан облик етничког национализма, представља тежњу ка подели неког политичког ентиета по етничкој основи, док религијски, односно верски филетизам, као посебан облик религијског национализма, представља тежњу ка подели неког религијског ентитета по етничкој основи.

## Религијски филетизам
Током историје, религијски филетизам се манифестовао у бројним конфликтним ситуацијама у којима је долазило до сучељавања између општих религијских начела и посебних националних интереса. Ова појава је дошла до посебног изражаја у време успона националних покрета, током 19. и 20. века.
У оквирима хришћанства, до појаве религијског филетизма је најчешће долазило у помесним православним црквама и разним источнокатоличким црквама. У појединим црквама, филетизам је разрешаван путем споразумних подела, док је у другим црквама доводио до унутрашњих сукоба и раскола.

Почетком 19. века, у неким источним, етнички мешовитим епархијама (Арадска, Темишварска, Вршачка) тадашње Карловачке митрополије, појавио се покрет за одвајање тамошњих православних Румуна од српске јерархије, што је довело до бројних спорова, који су разрешени тек током 1864. и 1865. године, када је постигнут коначни споразум о јерархијској подели. Већински румунске парохије су тада споразумно иступиле из састава Српске патријаршије у Сремским Карловцима, прешавши под јурисдикцију новостворене румунске Сибињске митрополије.
Ова подела је у многим етнички мешовитим парохијама довела до стварања потпуно одвојених црквених структура, српских и румунских, које су наставиле да постоје на истом подручју, једне поред других, тако да су у многим местима од тада постојале по две парохије, српска - под јурисдикцијом српске јерархије и румунска - под јурисдикцијом румунске јерархије. Ово несвакидашње решење, које није спроведено без тешкоћа, временом се ипак показало као делотворно, иако је од самог почетка било упитно са канонског становишта. Чак и након повлачења нових државних граница након Првог светског рата (1918), српске парохије које су се нашле у границама проширене Румуније остале су под јурисдикцијом српске јерархије, док су румунске парохије, које су се нашле у границама новостворене Краљевине СХС, остале под јурисдикцијом румунске јерархије, а такво стање је опстало и до данас.
Етнофилетизам је на другој страни довео до једног од највећих раскола у савременој историји православља. Средином 19. века, православни Бугари су затражили обнову црквене аутономије, али тадашња фанариотска управа Цариградске патријаршије није желела да удовољи њиховим захтевима, који су се косили не само са интересима патријаршије, већ су у исто време били у супротности са фанариотском идеологијом панхеленизма, која је фаворизовала грчки етнос у односу на све остале народе. На другој страни, бугарски захтеви се нису односили само на добијање црквене самоуправе у епархијама на матичном бугарском подручју, већ и на преузимање епархија у јужним српским областима, укључујући и највећи део историјске области Македоније. У судару између бугарског филетизма и фанариотског панхеленизма, обе стране су се руководиле етничким интересима, с тим што су Бугари свој филетизам исказивали јавно, док су фанариоти свој панхеленизам прикривали, позивајући се на општа црквена правила.
Суочен са нарастајућим незадовољством и немирима у бугарским областима Османског царства, турски султан је 28. фебруара 1870. године обнародовао ферман којим се одобрава формирање самоуправног Бугарског егзархата, путем одвајања бугарских и поделе мешовитих епархија. Цариградска патријаршија се томе одлучно супротставила, тако да је убрзо дошло до даљег заоштравања у грчко-бугарским односима. Потом је 11. маја 1872. године извршено проглашавање аутокефалности Бугарског егзархата, са средиштем у самом Цариграду. На такав отворени изазов, Цариградска патријаршија је одговорила сазивањем ширег црквеног сабора, који је одржан 10. септембра 1872. године у Цариграду, уз учешће представника све четири источне патријаршије (Цариград, Александрија, Антиохија, Јерусалим). Сабор је потврдио да територијални принцип црквеног организовања представља основу за канонско оснивање и правилно функционисање свих помесних цркава, у границама њихових канонски признатих територија. Међутим, током саборске расправе није постигнута општа сагласност о свим спорним питањима, тако да је одлука о формулисању и осуди филетизма донета већином гласова, без сагласности јерусалимског патријарха Кирила II, који није потписао осуду. Иако је бугарски филетизам од стране већине учесника сабора био изричито осуђен као расколнички покрет, сабор је на другој страни заобишао питање о фаворизовању грчког етноса у односу на друге народе, тако да су фанариоти наставили да користе Цариградску патријаршију као средство за остваривање својих панхеленских циљева.